# Chaj-sün 06
Chaj-sün 06 je oceánská hlídková loď správy námořní bezpečnosti Čínské lidové republiky. Jedná se o modifikaci čínské oceánské hlídkové lodě Chaj-sün 01. Mezi její hlavní úkoly patří prosazování námořního práva, kontrola znečištění a záchranné operace v Tchajwanském průlivu a je to největší hlídkové plavidlo v průlivu.

## Stavba
Plavidlo postavila čínská loděnice Wuchang v Wu-chanu, která je součástí koncernu China State Shipbuilding Corporation (CSSC). Kýl plavidla byl založen 30. května 2020 a na vodu bylo spuštěno 8. února 2021. Do služby bylo přijato 11. července 2022.

## Konstrukce
Plavidlo je vybaveno dvěma vodními děly. Na zádi se nachází přistávací plocha a hangár pro jeden vrtulník. Pohonný systém je koncepce CODLOD. Lodní šrouby jsou dva. Manévrovací schopnosti zlepšují dva na přídi a jeden na zádi dokormidlovacích zařízení. Nejvyšší rychlost přesahuje 22,8 uzlů. Dosah přesahuje 10 000 námořních mil při 16 uzlech. Autonomie provozu přesahuje 60 dnů.